# Тадрарт-Акакус
24°50′ пн. ш. 10°20′ сх. д. / 24.833° пн. ш. 10.333° сх. д.
Гори Акакус, або Тадрарт-Акакус (араб. تدرارت أكاكوس) — вид гірського хребта в західній пустелі Лівії, частина пустелі Сахара. Вони розташовані на схід від лівійського міста Гат. Тадрарт означає «гора» рідною мовою регіону. Область має багато доісторичних ділянок наскельного мистецтва.
Район відомий своїм наскельним живописом і був внесений до списку Світової спадщини ЮНЕСКО в 1985 році через важливість цих малюнків і різьблення. Малюнки датуються 12000 до н. е. до 100 р. н. е. і відображають культурні і природні зміни в цій області. Є малюнки і різьблення тварин, таких як жирафи, слони, страуси та верблюди, а також чоловіків і коней. Чоловіки зображені в різних повсякденних ситуаціях життя, наприклад, при зайняттях музикою і танцями.